# Francesco Cossiga
Francesco Cossiga (født 26. juli 1928 i Sassari, Sardinien, død 17. august 2010) var en italiensk politiker. Han var Italiens præsident 1985-1992.
Han begyndte sin politiske karriere under 2. verdenskrig, og han har flere gange været minister for de italienske kristendemokrater. Han var premierminister fra august 1979 til oktober 1980.